# Atelier de poterie antique de Lyon-la Muette
L'atelier de poterie antique de la Muette est un atelier de céramiques dans le 1er arrondissement de Lyon. C'est le plus important des ateliers de céramiques de cette ville à l'époque gallo-romaine.
Actif de la fin du Ier siècle av. J.-C. au début du IIe siècle, il a produit des céramiques variées : sigillées lisses et sigillées moulées, gobelets moulés (dits « gobelets d'Aco ») et lisses, vaisselle commune et amphores. C'est le premier atelier de poterie découvert à Lyon où est attestée la fabrication de gobelets d'Aco.

## Situation
La rue de la Muette relie le quai Saint-Vincent au cours Général-Giraud dans le 1er arrondissement de Lyon. Elle ouvre au sud sur la rive gauche de la Saône, à 5,7 km de la confluence de la Saône avec le Rhône, en zone inondable lors de grandes crues,,.
L'atelier de poterie de la Muette est situé au pied de la colline de la Croix-Rousse qui le domine au nord, avec le jardin des Chartreux sur la pente. Le fort Saint-Jean (époque moderne) est à 400 m au nord-ouest.

## Découverte et fouilles
L'atelier est découvert par M. Grange au printemps 1966,, à l'occasion de la construction d'un immeuble d'habitation. Pour la première fois, la Direction des Antiquités interrompt un chantier de travaux publics. Les programmes actuels de fouille de sauvetage n'existant pas encore à l'époque, les investigations archéologiques qui s'ensuivent manquent malheureusement de professionnalisme spécialisé autant que d'encadrement administratif (pas de programme de fouilles possible, prospection faite un peu au hasard pendant 3 mois d'hiver) et sont de ce fait très lacunaires. Le seul matériel exploitable reste le mobilier tiré de deux ensembles sinon clos, du moins homogènes et cohérents. Elles mettent cependant au jour plusieurs fours et dépotoirs et, entre autres vestiges, des gobelets d'Aco, de la sigillée et de la céramique commune.
En 1967 quelques cartons de tessons sont récupérés lors de travaux de petite envergure dans un square à 150 m à l'est de la rue de la Muette, apportant ainsi la preuve du prolongement de l'atelier jusqu'à cet emplacement.
En 1975 un nouveau sondage permet de compléter les informations sur le site, notamment avec la découverte d'un nouveau dépotoir de grande taille (dépotoir « Gobelets I-II ») sous la rue de la Muette bordant le site à l'est, et celle d'un nouveau four. Le mobilier qui en est tiré est identifié comme « Muette 75 ».
Les fouilles de 1966 à 1975 ont recueilli environ 20 m3 de mobilier, maintenant stocké avec les quelques archives de fouilles au musée de la civilisation gallo-romaine (à Fourvière). Cependant, une grande partie de la sigillée décorée a disparu après avoir été en partie publiée par Picon et Lasfargues en 1974,.

## Description
En 1966, H. Vertet et A. et J. Lasfargues observent les structures suivantes :
- un groupe de constructions dans la zone nord-ouest de la parcelle, visiblement antérieur à l'atelier. Une hypothèse suggère à leur sujet des établissements portuaires mais il n'a pas été possible de préciser les activités ou les datations de ces bâtiments[5]. On constate toutefois que ce bâti antérieur est de bonne construction[9], avec une isolation contre l'humidité fournie par un lit d'amphores ; de plus sa construction semble précéder de peu sa démolition préalable à l'installation de l'atelier, car les amphores de cette isolation sont fabriquées peu avant la fabrication de sigillées locales[10]

Les fours nos 1, 2 et 3 y sont repérés, et un bassin près du four no 3. Au moins deux de ces fours s'insèrent dans les fondations de cette zone, sans pour autant en être contemporains.
- Immédiatement à l'est de cette zone, un dépotoir « C » recouvre un mur. Cette zone était perturbée par l'aménagement du four F2, mais a néanmoins fourni une tonne de matériel dans une couche d'une trentaine de centimètres d'épaisseur, dont le plus gros ensemble de céramique sigillée du service I, des gobelets cylindriques et des débris de fours[5].

- Encore un peu plus à l'est, vers le milieu de la partie nord du terrain, se trouve une fosse bordée de tuiles, coupée par un mur construit postérieurement[8].

- À l'angle nord-est[8], quatre dépotoirs ont été en partie étudiés. Les dépotoirs nommés « Gobelets 1 » et « Gobelets 2 », mitoyens l'un à l'autre, sont inscrits dans le mur Est. Le matériel du dépotoir « Gobelets 1 » est peu fragmenté ; celui du dépotoir « Gobelets 2 » (au sud du premier) a été concassé afin d'en diminuer le volume et forme une masse compacte pratiquement dépourvue de sédiments. Une fouille partielle, poursuivie sous la rue de la Muette, a livré une tonne de matériel y compris des éléments de fours[5].

Le sondage de 1975 montre que les dépotoirs « Gobelets 1 » et « Gobelets 2 » ne forment qu'une seule unité, et qu'un petit four est venu les surmonter après leur comblement.
Toujours dans le coin nord-est mais un peu plus au sud de ces deux premiers dépotoirs, un troisième dépotoir a livré une quantité importante de céramique sigillée.
Le quatrième dépôt de l'angle nord-est disparaiît dans le mur nord en limite de fouille. Il n'a livré que peu de tessons mais ceux-ci incluent un fragment de moule signé originaire d'Arezzo.
- À l'angle sud-est du terrain, des murs épais sont peut-être des vestiges des quais antiques. Les fours nos 5 et 6 attenants sont y repérés mais non étudiés[5].

- Dans le coin sud-ouest, des fondations de mur et un four no 4[8].

- Un dépotoir (« B »), plus petit que le dépotoir « C », se trouve au sud de la fosse bordée de tuiles[5], entre cette fosse dans le nord du terrain et le bassin à poissons au centre du terrain[8] (description à la suite).

- Au centre du terrain se trouve un grand bassin postérieur à l'atelier, qui semble être un vivier à poissons. il est garni d'enduit de tuileau, avec des niches sur le côté ouest. Dans le mur côté est, des amphores à fond plat sont scellées dans le béton avec leurs cols dirigés vers l'intérieur du bassin. Ce bassin faisat peut-être partie des installations d'une demeure privée[5].

Cinq contextes de céramique sont ainsi mis au jour par la première campagne de fouilles de 1966 : les quatre dépotoirs « Gobelets 1 », « Gobelets 2 », « M.T.S. », « S3 », « S4 » et le comblement d'une tranchée « T.N.E. ». Le sondage de 1975 amène aussi la découverte d'un nouveau grand dépotoir, celui-là fouillé avec plus de minutie que pour les fouilles de 1966.
La seule structure conservée de l'époque augustéenne est une fosse rectangulaire bordée de tuiles, servant probablement à la préparation de l'argile.
Les deux fours étudiés en 1966 ont leurs alandiers protégés par une petite cour cernée de murets ; leurs soles de plan carré reposent sur des arcades (deux ou trois) et leurs foyers sont concentrés dans une tranchée axiale. Ils sont datés de la fin du Ier siècle.

### L'atelier de la Manutention, une partie de l'atelier de la Muette
L'atelier de la Manutention fait partie de l'atelier de la Muette, dont il ne s'est retrouvé séparé que par les hasards des découvertes archéologiques. Comme lui, il se trouve le long des quais de la Saône, immédiatement en amont de la Muette.

## Facteurs de développement
Généralement, l'artisanat urbain se contente de satisfaire les besoins locaux. Mais Lyon offre d'autres possibilités :
Sa situation géographique
Située entre le Massif central à l'ouest et le massif alpin à l'est, carrefour géographique placé au confluent du Rhône et de la Saône et au nord du couloir naturel de la vallée du Rhône qui s'étend de Lyon à Marseille, Lyon occupe une position stratégique primordiale voire incontournable dans la circulation nord-sud en Europe pendant l'Antiquité. À cette époque comme de nos jours, elle est sur le trajet de mer du Nord à la mer Méditerranée, et celui de l'Europe de l'Est à l'océan Atlantique. Ainsi, c'est une voie aisée pour les exportations.
Sa situation politique et socio-économique
Capitale des Gaules et stratégiquement placée, elle attire des nouveaux tournés vers le commerce et dont la façon de voir déteint sur les entrepreneurs locaux. Des circuits de distribution déjà en place intègrent facilement une nouvelle denrée commercialisable ; d'autant plus que la sigillée est une marchandise attrayante.
Le marché du milieu urbain
Avec une agglomération importante pour l'époque, le marché local permet d'écouler des poteries de gros volume plus difficiles à exporter que les petits formats. Il est également ouvert à l'écoulement de céramique commune. Ainsi le dernier chargement du four F2 de la Muette était en partie composé des céramiques les plus utilisées à la fin du Ier siècle et au début du IIe siècle.

## Production
La plus importante découverte à l'époque (1966) est celle de plus de 130 gobelets de type Aco (décomptés d'après les fragments). La Muette est le premier atelier de poterie découvert à Lyon où est attestée la production de ces gobelets, et leur mise au jour marque un remaniement considérable de la vision de l'époque sur l'histoire des potiers de Lyon et, au-delà, sur l'histoire du commerce lyonnais.
Deux phases de production sont observées :
Un ensemble I, qui inclut les deux dépotoirs Gobelets I et II et le grand dépotoir découvert en 1975, est daté entre 20 et 15 av. J.-C. 

Un ensemble II, qui inclut la fosse bordée de tuiles (MTS), le remplissage d'une tranchée (TNE) et les deux dépotoirs S3 et S4, est daté entre 15 et 5 av. J.-C..
Il reste en activité jusqu'à la fin du Ier siècle.

### Les argiles et les pâtes
La production de la Muette a une pâte beige, rose ou brune, souvent très riche en mica. La pâte transparaît sous la glaçure et le pot a alors une teinte « miel » mais parfois aussi la glaçure a des tons verts ou bruns.
L'argile n'est pas extraite sur place : elle vient de Saint-Germain-au-Mont-d'Or (dans le nord de la métropole de Lyon), ou de formations alluviales du Rhône. Les ateliers viennois utilisent aussi ces dernières, mais provenant d'endroits différents, et donc présentant des variations de composition : les analyses physico-chimiques permettent généralement de distinguer les productions lyonnaises de celles viennoises.

#### Argiles calcaires
Elles sont utilisées pour les céramiques sigillées, les lampes, certaines céramiques communes et quelques céramiques à parois fines. Quatre groupes de compositions chimiques ont été reconnus.
La Muette utilise deux sortes d'argile calcaire, différenciées par la variation de leur teneur en chaux. Pour les sigillées, elles sont utilisées sans transformation, si ce n'est parfois un lavage succinct. Pour les céramiques communes et peut-être pour les amphores, un dégraissant est ajouté.
Céramiques sigillées
Le groupe A est moyennement calcaire, avec un taux de CaO avoisinant les 15 %. Le groupe B, très calcaire, a un taux de CaO d'environ 26 % (A. Schmitt donne aussi pour ces deux groupes les pourcentages de plusieurs éléments traces et leurs écarts-types : Rb, Sr, Ba, Ni, Zn, Cr, Zr, La, Ce, V).
Dans les premières productions de l'atelier, les deux groupes sont utilisés. Plus tard, le groupe A domine largement ; c'est celui que l'on retrouve exclusivement dans le lot lyonnais des céramiques trouvées au camp d'Aliso à Haltern. Précisons que la Muette a fourni à peu près la moitié des sigillées d'Haltern (le reste vient de Pise pour 30% et d'Arezzo pour seulement 10%).
Pâtes à dégraissant ajouté
Les céramiques communes comprennent mortiers, rondeaux, plateaux et coupelles. Les amphores trouvées sur le site (Dressel 2/4 et Dressel 9 similis) proviennent peut-être d'autres ateliers lyonnais.
Les argiles employées sont les mêmes que celles pour la sigillée, mais avec ajout de dégraissant - d'où deux groupes établis, A' et B', dont les proportions des constituants chimiques sont différentes de celles des groupes A et B mais suivent à peu près les mêmes tendances de variations (ainsi que les éléments traces et leurs écarts-types, également donnés par A. Schmitt).
Le dégraissant, du sable, est typique des sables de la Saône et du confluent Saône-Rhône ; il contient notamment de la rhyolite, une roche volcanique acide.

#### Argiles non calcaires
Elles sont utilisées pour les céramiques à parois fines, dont les gobelets d'Aco. Deux groupes de compositions chimiques ont été reconnus.
Le groupe C a un pourcentage élevé d'alumine (Al2O3), avec une moyenne de 26,7 % ; tandis que celui du groupe D est en moyenne de 22.8 %. En 1996, le lieu d'origine de ces argiles n'a pas été établi ; mais leurs compositions chimiques les diffèrent clairement des productions de l'atelier de Loyasse.

### Potiers
Le savoir-faire, le répertoire typologique et les noms (Aco, Chrysippus, Hilarus, Philarcurus, Philocrates…) indiquent que ces potiers viennent d'Italie. Peut-être certains d'entre eux viennent des ateliers du nord de l'Italie, qui pratiquent la glaçure et produisent des gobelets d'Aco et de skyphoï. Le plus notable d'entre eux est Chrisippus, dont le répertoire contient de nombreux décors qui lui sont uniques ; ses gobelets sont les plus fins et ses décors, en particulier les semis de picots, sont les plus élégants.
Les moules se déplacent aussi : deux fragments de moules sur les 14 pièces découvertes à la Muette ont une pâte dont la composition chimique est proche de celle d'Arezzo (Picon & Lasfargues 1974). Il y a aussi des échanges entre la Muette et Saint-Romain-en-Gal, à 30 km en aval de Lyon sur le Rhône, à la hauteur de Vienne.

### Produits
Les formes sont plutôt standardisées et liées au service du vin : gobelets « d'Aco » moulés et lisses, skyphoï à reliefs d'applique, coupe conique, et quelques rhytons (coupes à boire sans pied) ; mais aussi des sigillées moulées, des sigillées lisses, de la céramique commune et des amphores.
Le dépotoir « Gobelets 2 » a livré principalement de la céramique à paroi fine lisse mais aussi des gobelets d'Aco, de la céramique sigillée et une lampe. Le dépotoir B contenait uniquement de la sigillée, dont une quantité importante de vases signés T. MALIUS. FORTUNATUS.
Le dépotoir « C » a livré une tonne de matériel dans une couche d'une trentaine de centimètres d'épaisseur. Cette zone était perturbée par l'aménagement du four F2, mais a néanmoins fourni le plus gros ensemble de céramique sigillée du service I, des gobelets cylindriques et des débris de fours assez importants.
Les cruches à lèvre striée, à une anse, avec col cylindrique étroit, apparaissent à l'époque augustéenne (première période de production), de même qu'à l'atelier de la rue Cottin à Vaisse.

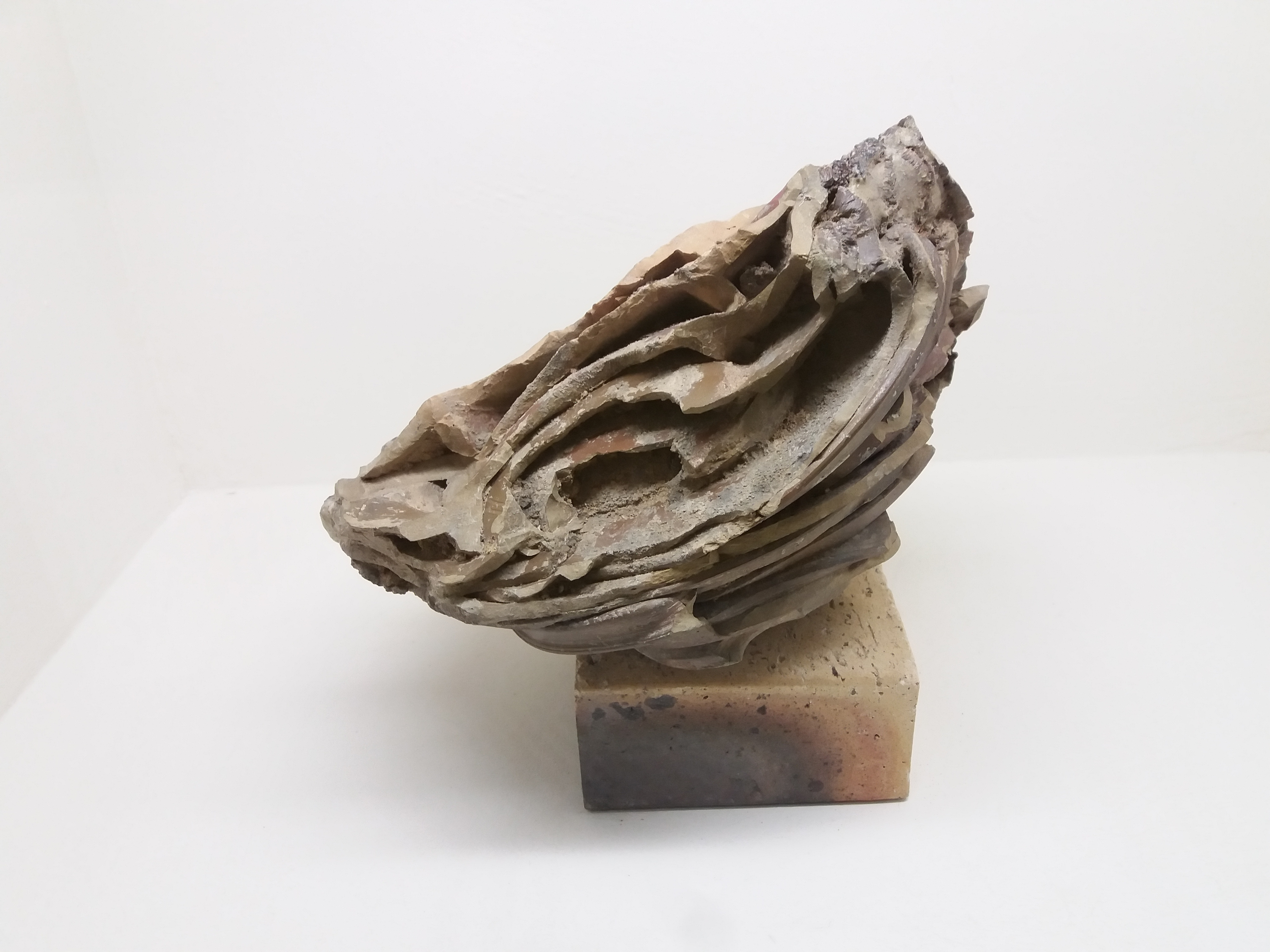
« Mouton » (céramiques surcuites)
de la Muette

Le dernier chargement - surcuit - du four F2 de la Muette était composé de céramiques communes claires à pâte calcaire, dont trois types de cruches et un type de pot à deux anses, le tout avec des styles typiques de la fin du Ier siècle et de la première moitié du IIe siècle. Les cruches de type 1 sont les plus utilisées à cette période et le pot est également très courant. Ce lot est le seul témoin de la production de céramiques commune claire à la Muette.
Le remplissage du four no 1 a fourni quelques fragments de cruche à deux anses au col caréné et resserré sous la lèvre - une autre céramique commune à pâte claire. Ce type de céramique est également fabriqué à Saint-Romain-en-Gal et à Sainte-Colombe-les-Vienne, et on le retrouve dans de mêmes contextes que celui du four no 2 dans la région de Lyon et celle de Vienne ainsi qu'à Avenches, Vindonissa (en Suisse) ou Alésia.

céramiques produites à la Muette
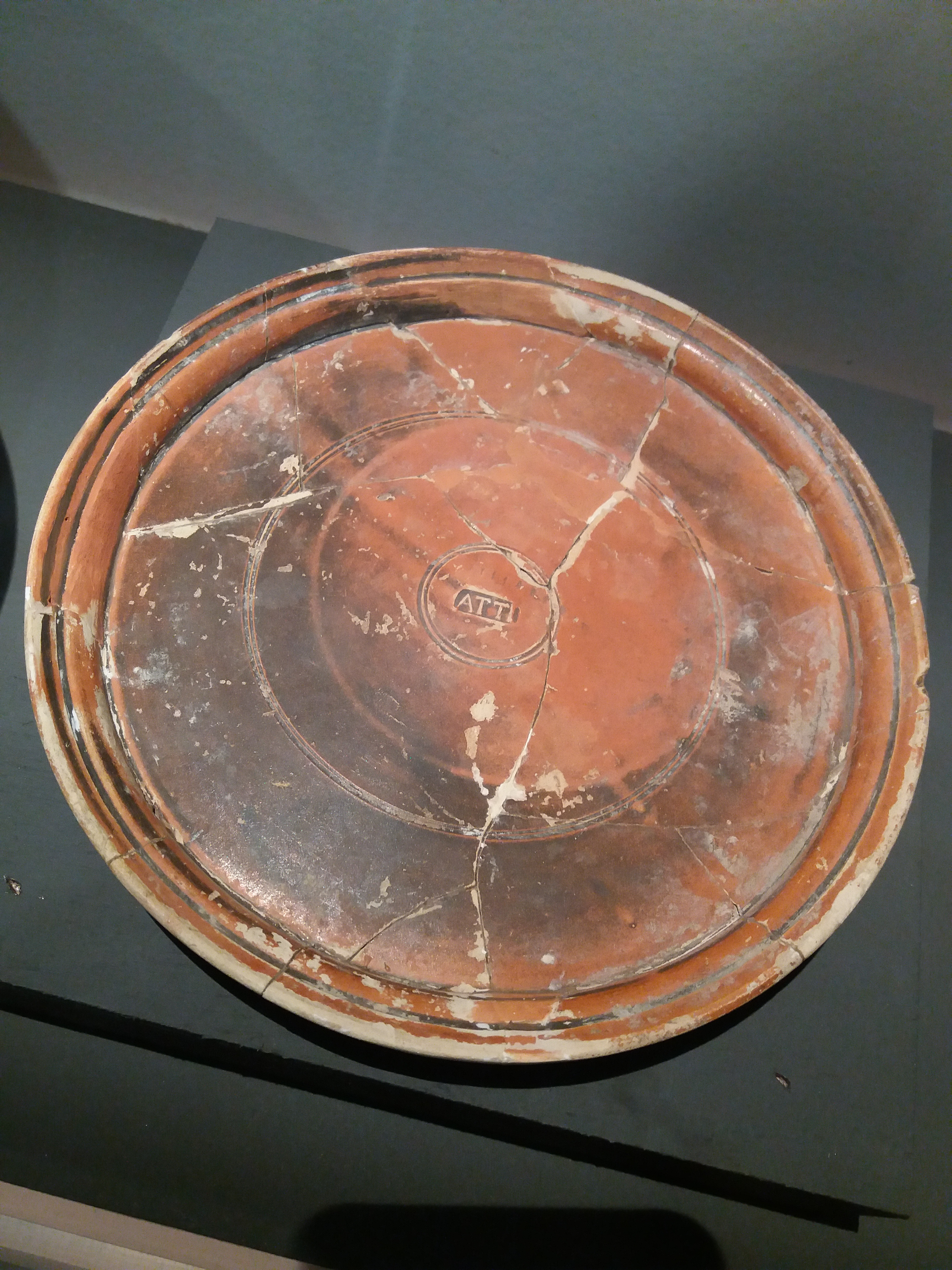
Assiette signée ATTI
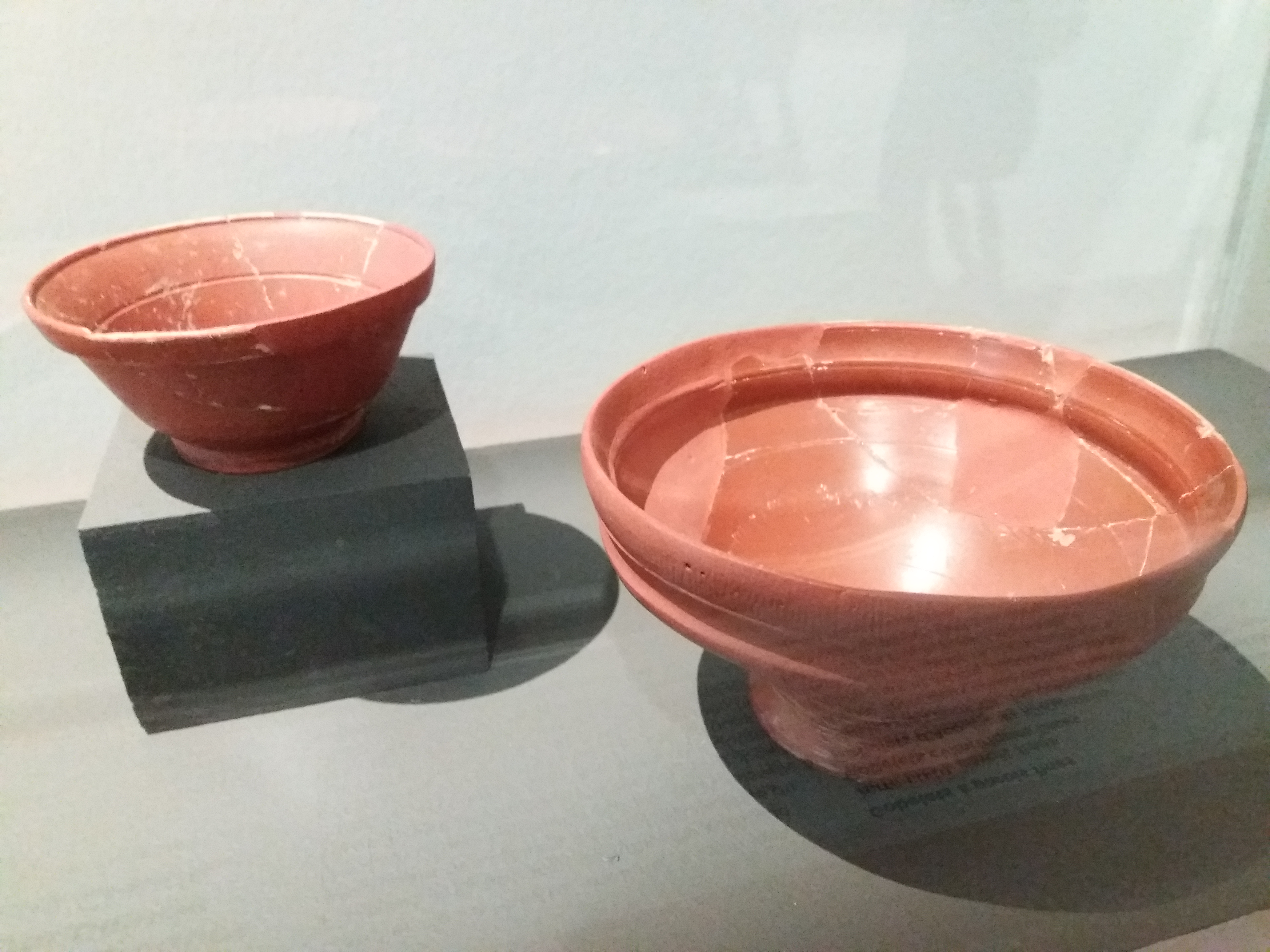
Bols
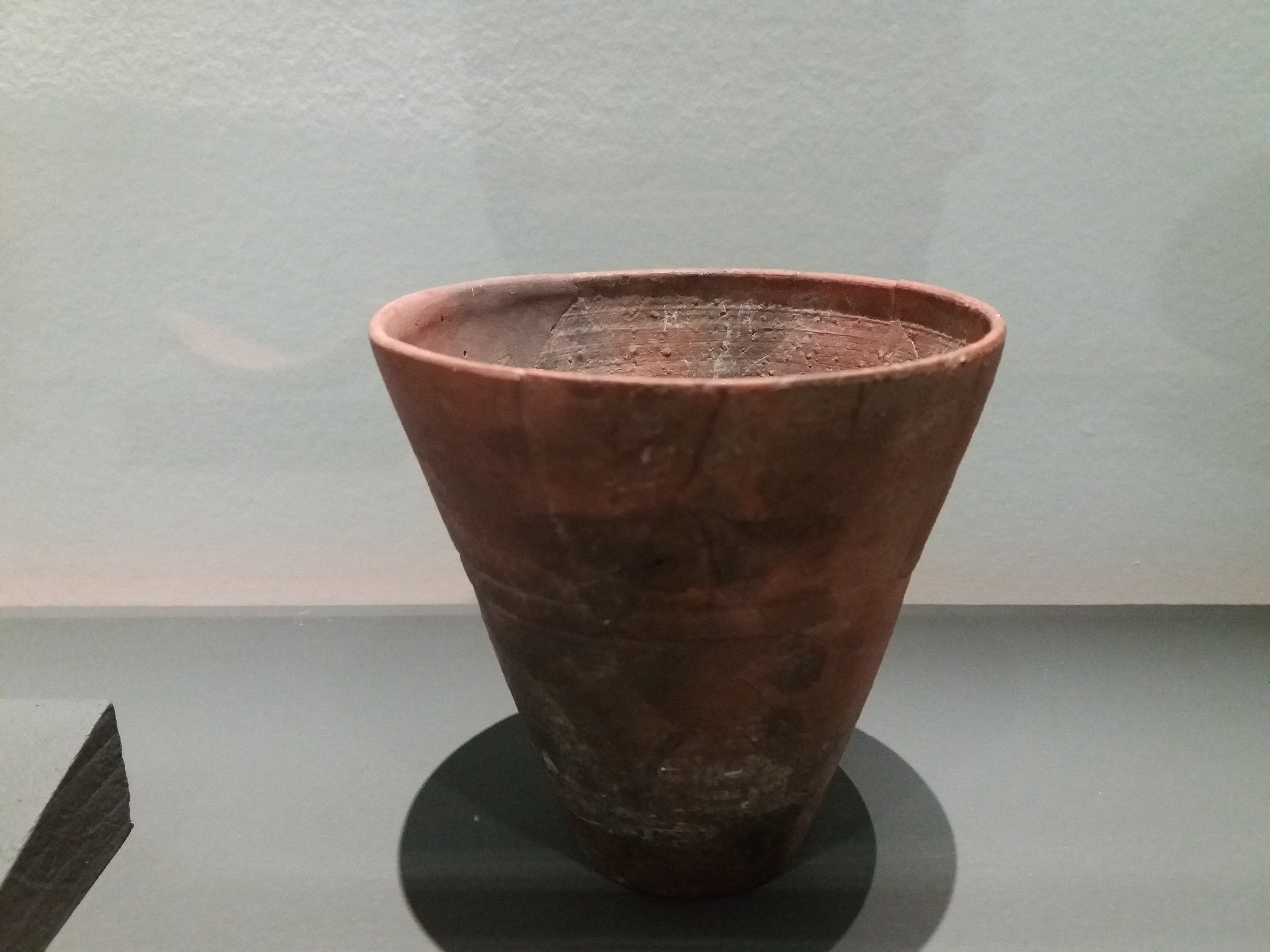
Gobelet tronconique

## Sa place dans la production de céramique
Les indices typologiques et technologiques indiquent que l'atelier de la Muette est une succursale des ateliers de céramiques du nord de l'Italie,. Techniquement, la production de sigillée implique un procédé de fabrication très précis et sophistiqué : il s'agit d'obtenir le grésage de l'engobe sur une pâte calcaire, mode de cuisson en atmosphère oxydante permanente contrôlée dans des fours à tubulures,.
Il illustre le déplacement de la production de céramiques d'Arezzo (Italie) vers la Gaule et celui des techniques associées à leur réalisation.
Sa plus grande période de diffusion commence en 15 av. J.-C. et se ralentit une vingtaine d'années plus tard.

## Autres ateliers de Lyon
Au moins huit autres ateliers de poterie antiques sont connus à Lyon en 2005 :
la Butte (lui aussi en rive gauche de la Saône, à quelques dizaines de mètres en amont de l'atelier de la Manutention) ;
les Subsistances / la Manutention ;
Saint-Vincent ;
Trion ; 
la Sarra ;
Loyasse,, ;
Chapeau Rouge ;
ZAC Charavay (rue Cottin à Vaise).